# Karol Siekierzyński
Karol Jan Siekierzyński (ur. 22 października 1907, zm. 26 września 1979) – polski nauczyciel, działacz ochrony przyrody i społeczny, filatelista.

## Życiorys
Karol Jan Siekierzyński urodził się w 1907 w sanockiej rodzinie Siekierzyńskich wyznania rzymskokatolickiego. Był wnukiem Mikołaja (1818–1906) i Franciszki (1831–1907) Siekierzyńskich oraz synem pogrobowcem Karola Siekierzyńskiego (ur. 1858, zm. 30 czerwca 1907, kominiarz, radny miejski w Sanoku) i Katarzyny z domu Rutkowskiej (1872–1954). Był bratem Amalii (ur. 1891), Edwarda (1893–1956), Kazimierza (ur. 1895, urzędnik), Zofii Michaliny (1897–1900), Marii (1899–1962, po mężu Węgrzynowicz), Stanisława (ur. 1902), Janiny Stanisławy (ur. 1904, żona Józefa Pohorskiego). Zamieszkiwał z rodziną w Sanoku przy ulicy Zamkowej nr 310a.
Kształcił się w Państwowym Gimnazjum im. Królowej Zofii (w roku szkolnym 1921/1922 w II klasie). Ukończył studia na Wydziale Nauk Przyrodniczych Uniwersytetu Jagiellońskiego, będąc wychowankiem prof. Władysława Szafera. W 1934 uzyskał tytuł magistra i w tym czasie podjął pracę w zawodzie nauczycielskim.
Po wybuchu II wojny światowej we wrześniu 1939 przebywał w Bydgoszczy, gdzie trafił na listę osób przeznaczony do rozstrzelania, jednak zdołał zbiec przed egzekucją. Podczas trwającej okupacji niemieckiej ukrywał się w Jaśle, angażując się w tajne nauczanie. Po nadejściu frontu wschodniego powrócił do rodzinnego Sanoka. W październiku 1944 uczestniczył w pierwszym posiedzeniu Rady Pedagogicznej reaktywowanego przedwojennego Gimnazjum im. Królowej Zofii. Był nauczycielem biologii w przemianowanym Liceum Ogólnokształcącym Męskim w Sanoku. Podczas pracy w szkole prowadził gabinet biologiczny, gromadząc w nim eksponaty. Łącznie przepracował w sanockim gimnazjum i liceum ok. 30 lat. Odszedł na emeryturę w latach 60.. Został zapamiętany jako ceniony pedagog i jeden z najpopularniejszych nauczycieli w Sanoku.
Zasiadał w Miejskiej Radzie Narodowej w Sanoku: w kadencji 1950–1954 podczas sesji 31 marca 1954 został powołany do Komisji Urządzania Osiedli w miejsce Zdzisława Beksińskiego, w kadencji 1954–1958 w październiku 1956 został powołany do rady w miejscu odwołanych dyscyplinarnie radnych. W 1957 był autorem wniosku proponującego utrzymanie historycznych nazw ulic w Sanoku oraz z zasady nienadawania nowych nazw ulic nazwiskami żyjących jeszcze patronów, a także został członkiem specjalnej komisji ds. czynszów. W kadencji MRN 1961–1965 zasiadał w Komisji Oświaty i Kultury. Był działaczem sanockiego oddziału Towarzystwa Wiedzy Powszechnej. Był działaczem koła ZBoWiD w Sanoku i prelegentem z ramienia tej organizacji. Pod koniec lat 70. był bezpartyjny.
Kontynuując dzieło prof. Szafera jako miłośnik przyrody działał na rzecz jej ochrony i zachowania środowiska naturalnego oraz krajobrazu zarówno w Sanoku jak i na Podkarpaciu, prowadził wykłady, prelekcje i odczyty w tym zakresie, współpracował z przedstawicielami UJ i PAN, był uważany za pioniera działań w tym kierunku. Przez wiele lat pełnił funkcję przewodniczącego Zarządu Miejskiego Ligi Ochrony Przyrody, w latach 70. był także członkiem zarządu wojewódzkiego LOP. Jako emerytowany nauczyciel na początku lat 70. opracował program ochrony naturalnego środowiska w Sanoku i okolicach.
Pasjonował się filatelistyką, był działaczem Polskiego Związku Filatelistów, należał do koła 58 PZF w Sanoku, którego był prezesem od czasu powstania (w 1975 koło obchodziło 25-lecie), otrzymywał wiele odznaczeń i nagród na ogólnokrajowych imprezach filatelistycznych, był organizatorem wystaw i pokazów w tej dziedzinie w Sanoku. Był członkiem działającego przy sanockiej bibliotece od 1956 Koła Miłośników Książki. Działał także w Związku Bojowników o Wolność i Demokrację (był prelegentem), Towarzystwie Rozwoju i Upiększania Miasta Sanoka, ruchu spółdzielczym. –ie udzielał się w spotkaniach Zakładowego Klubu Seniora Sanockiej Fabryki Autobusów „Autosan”, nie będąc jego członkiem.
Zamieszkiwał przy ulicy Żwirki i Wigury w Sanoku. Celem poszerzenia ulicy biegnącej przy swoim domu odstąpił w tym celu część ogrodu z własnej posesji.

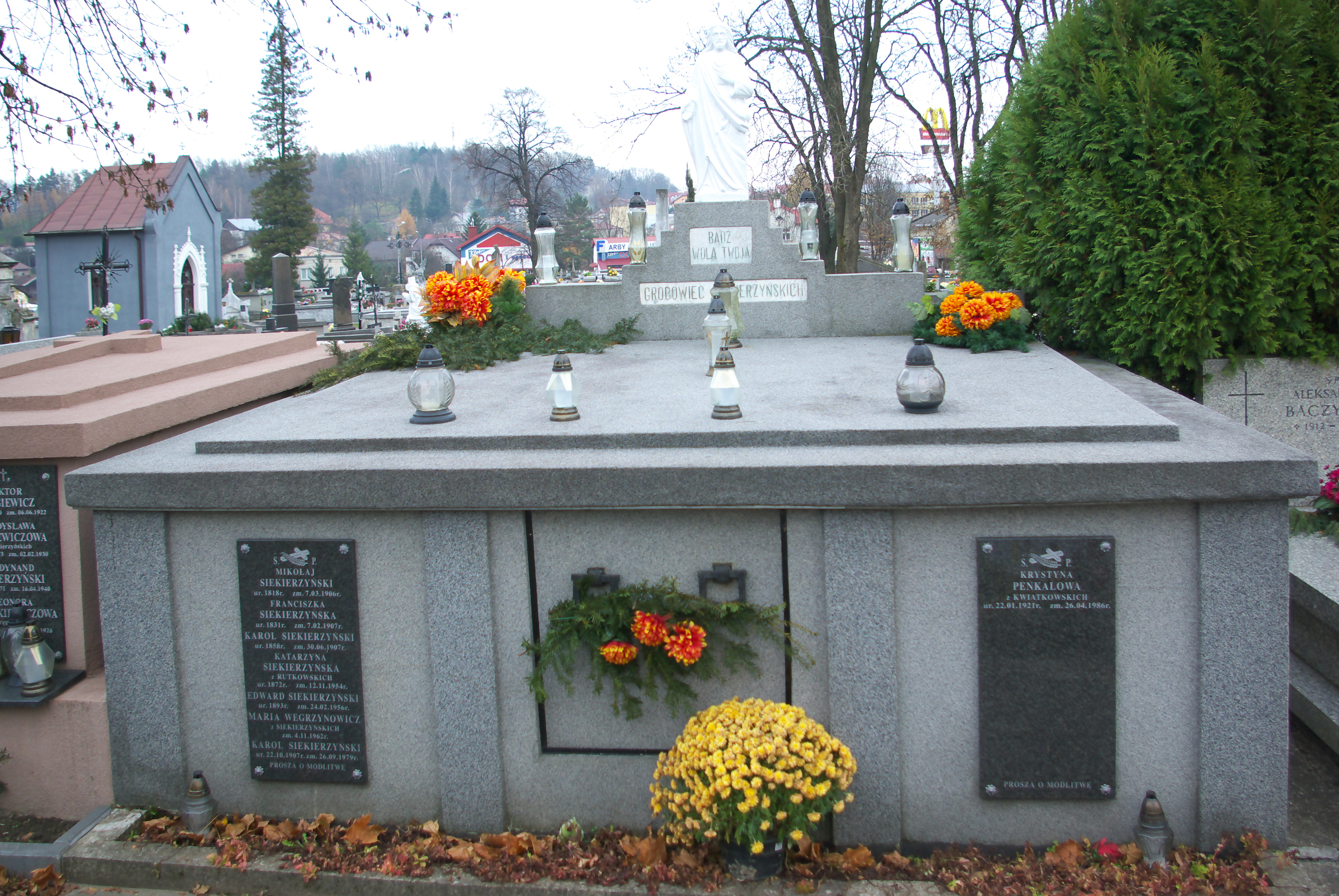
Grobowiec rodzinny Karola Siekierzyńskiego

Zmarł 26 września 1979. Został pochowany w grobowcu rodzinnym na cmentarzu przy ul. Rymanowskiej w Sanoku.
Osobę nauczyciela Karola Siekierzyńskiego ciepło wspominał Alfred Andrzej Burnatowski.

## Odznaczenia i wyróżnienia
- Złoty Krzyż Zasługi[12][3]
- Medal 30-lecia Polski Ludowej (1975)[40][12][3]
- Srebrna Odznaka „Zasłużony Pracownik Łączności” (1976)[41][12]
- Złota Odznaka ZNP[12][3]
- Złota odznaka PZF[12]
- Złota odznaka TWP[3]
- Złota odznaka LOP[3]
- Medal 50-lecia LOP[3]
- Inne odznaczenia[12]
- Dyplom uznania za całokształt działalności przyznany przez Zarząd Wojewódzki Towarzystwa Wiedzy Powszechnej (1977)[22]